# Socarrenc vermell
El socarrenc vermell, gírgola vermella o fals carlet rutilant (Tricholomopsis rutilans, del grec tricholoma: marge pelut; del llatí rutilans: vermellós) és un bolet sense valor culinari de l'ordre dels agaricals i del grup de les flotes.

## Morfologia
Barret primer hemisfèric, després convex i finalment aplanat i una mica umbonat. D'uns 6 a 8 cm. amb marges arrodonits. Color groguenc-vermellós i els exemplars vells, de groc-brunenc. El centre amb un color més fosc, sol estar recobert d'esquames de color porpra o rosa.

## Hàbitat
A llocs amb herba i marges dels boscos de coníferes o mixtos. De la primavera fins a la tardor.

## Gastronomia
No té valor culinari.